# Fuerte Esperanza
Fuerte Esperanza es una localidad y municipio del  departamento General Güemes,  provincia del Chaco, Argentina, a 155 km de la capital departamental Castelli,  a 440 km de la capital provincial. Es una de las localidades más jóvenes de la Argentina, habiendo sido fundada por un decreto de 1978, con el fin de propiciar el desarrollo de una vasta zona despoblada.
Es la única localidad del norte de la provincia que no se halla en las cercanías a orillas de los ríos Teuco ni Bermejito. Dentro de su área de influencia se halla la localidad de Comandancia Frías.

## Geografía

### Clima
Subtropical, seco en invierno y tropical muy lluvioso en verano.
Máxima absoluta: 46 °C
Mínima absoluta: -6 °C
Régimen anual de lluvia: 710 mm

### Áreas protegidas
- El parque natural provincial Fuerte Esperanza está a muy poca distancia del ejido urbano, tiene unas 28 000 ha de reserva provincial del "Chaco Seco", bosques de valor incalculable para evitar la desertificación.[3] Tiene diferentes conflictos ambientales entre su desatención, y los conceptos de "erradicación del ganado Vs. manejo de ganado". No existen fondos para monitoreo e investigación.

- El parque provincial Loro Hablador se encuentra a 30 km al sur de la localidad.[4]

## Entidades sociales
EDUCACIÓN: E.E.P Nº887 Coronel Ramón Lorenzo Falcón., E.F.A. Nª1; E.E.S. Nº136 y biblioteca pública Juana Azurduy de Padilla.

## Población
Cuenta con 1376 habitantes (Indec, 2010), lo que representa un incremento del 53,7 % frente a los 895 habitantes (Indec, 2001) del censo anterior. En el municipio el total ascendía a los 2,448 habitantes (Indec, 2001).
| Gráfica de evolución demográfica de Fuerte Esperanza entre 1991 y 2010 |
|                                                                        |
| Fuente: Censos nacionales del INDEC                                    |

## Vías de comunicación
Fuerte Esperanza se halla en el cruce de dos rutas de tierra. La más importante es la Ruta Juana Azurduy, que la comunica al sudeste con Juan José Castelli y al noroeste con la provincia de Salta. La otra ruta es la provincial 61 (conocida como Picada 8), que la une al sudoeste con Taco Pozo y al nordeste con Misión Nueva Pompeya. Existe también un camino que la vincula al norte con Comandancia Frías.